# Klaffer am Hochficht
Klaffer am Hochficht è un comune austriaco di 396 abitanti nel distretto di Rohrbach, in Alta Austria.